# Idaho (groupe)
Pour les articles homonymes, voir Idaho (homonymie).
Idaho est un groupe américain de rock, originaire de Los Angeles en Californie. Il est formé par Jeff Martin et John Berry. Jeff Martin reste néanmoins le principal compositeur du groupe. Il a d'ailleurs enregistré la plupart des titres des albums les plus récents lui-même. À noter l'utilisation par le groupe d'une guitare à 4 cordes qui donne un son particulier à certains titres. Les guitares 4 cordes que Jeff Martin utilisent très souvent sont faites par John Carruthers. Celui-ci fabrique également des guitares à 4 cordes pour Joni Mitchell et le groupe Steely Dan.

## Historique
Le groupe est formé en 1991. En 1992, Jeff Martin et John Berry sortent leur premier single Skyscrape sous le nom du groupe Idaho. Leur premier EP The Palms sort l'année suivante en 1993. Cette même année, ils sont rejoints par Mark Lewis et Vincent Signorelli pour leur premier album Year After Year. John Berry quitte le groupe en 1994 avant l'enregistrement du deuxième album. Jeff Martin enregistre seul cette année-là This Way Out, le second album du groupe, avec l'aide de différents batteurs. Pour le troisième album Three Sheets to the Wind, plusieurs musiciens rejoignent le groupe dont Dan Seta.
Après la sortie du troisième album, le label Caroline Records ne renouvelle par le contrat du groupe. Jeff Martin commence alors à travailler seul en collaborant un peu avec Dan Seta. En 1998, le groupe est signé par le petit label Buzz, et le groupe enregistre Alas dans des conditions difficiles. Melissa Auf der Maur y fait les chœurs sur plusieurs titres. Après cet enregistrement, Jeff Martin est sur le point d'arrêter Idaho et de s'orienter vers la composition de musique de film. Finalement cette voie ne semble pas lui convenir et il revient vers Idaho. Il est alors rejoint quelque temps plus tard par John Berry (fondateur originel du groupe) avec qui il crée le label Idaho Music.
En 2000, le groupe sort sous son propre label Hearts of Palm, puis Levitate l'année suivante. Le journal Libération classe l'album Hearts of Palm parmi les cinq meilleurs albums de l'année 2000. En 2002, la compilation We Were Young and Needed the Money qui regroupent des inédits du groupe voit le jour. La compilation et l'album The Lone Gunman sont masterisés par Greg Calbi, qui a notamment travaillé sur le Born to Run de Bruce Springsteen et le Lodger and Law de David Bowie. En 2004, sort en Allemagne une compilation au titre français Vieux carré. 
Après quatre ans d'attente, Idaho sort en 2005 son septième album The Lone Gunman qui est entièrement enregistré par Jeff Martin. La même année, Martin compose en 2004 la bande originale du feuilleton d'ABC The Days. À la suite d'un problème de pressage de l'édition française de l'album The Lone Gunman, le titre Cactus Man Rides Again est présent deux fois de suite sur cette édition : une fois sur la piste 15 et une deuxième fois sur la piste 16. Le titre Where the Canyon Meets the Star censé être la piste 16 de cet album est donc absent de cette édition française. En 2005, Jeff Martin compose la bande son de la série de NBC, Inconceivable. Au début de 2008, l'EP The Forbidden et l'album Alas qui n'avait pas été distribué en France à l'époque ressortent sur le même CD.
Le 9 janvier 2016, John Berry meurt dans son sommeil. La compilation People Like us Didn't Stop (Live, Volume 2), publiée en 2017, est dédiée à sa mémoire.

## Discographie

### Albums studio
- 1993 : Year After Year (Caroline Records)
- 1995 : This Way Out (Caroline Records)
- 1996 : Three Sheets to the Wind (Caroline Records)
- 1998 : Alas (Buzz Records)
- 2000 : Hearts of Palm (Idaho Music / Talitres Records)
- 2001 : Levitate (Idaho Music / Talitres Records)
- 2002 : We Were Young and Needed the Money (Idaho Music / Talitres Records)
- 2005 : The Lone Gunman (Idaho Music / Talitres Records)
- 2011 : You Were a Dick (Idaho Music / Talitres Records)
- 2024 : Lapse (Arts & Crafts)

### EP et singles
- Skyscrape (b/w "Star") 7" (1992, Ringer's Lactate)
- The Palms (1993, Caroline)
- Fuel (b/w "Hail Mary") 7" (1993)
- Drive It (1994, Quigley)
- Bayonet (la version vinyle 10" contient des titres supplémentaires) (1995, Fingerpaint)
- Pomegranate Bleeding (b/w "The Right Escape") 7" (1996, Caroline)
- The Forbidden (1997, Buzz)
- Happy Times (2000, Empire) (single sortie sur le label allemand Empire, le groupe Cobolt se trouvant sur la face B)
- Straw Dogs (2002, Misplaced Music) (le groupe Dakota Suite se trouvant sur la face A de ce single)
- To Be The One (2004, Kalinkaland) (sortie sur le label allemand Kalinkaland ce EP reprend 5 titres de différentes périodes)

### Vidéos
- God's Green Earth (1993, réalisé par Kip Koenig)
- Fuel (1994, ?)
- Live Today Again (2005, réalisé par David Schlussel)